# 1927 en Italie
Chronologie de l'Italie
- 1923
- 1924
- 1925
- 1926
- 1927
- 1928
- 1929
- 1930
- 1931

## Événements

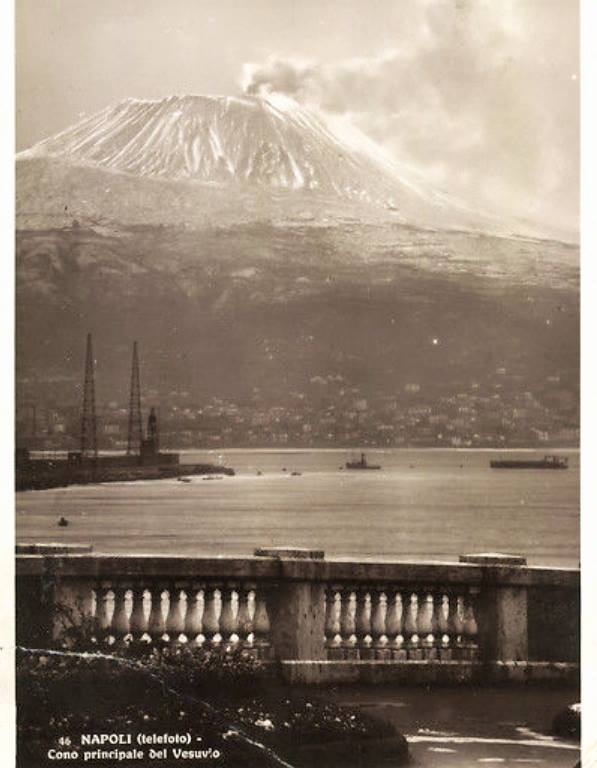
Le Vésuve vu de Naples.

- 13 février : entrée en vigueur de l'impôt sur le célibat[1].

- 11 mars : Alcide De Gasperi est arrêté à Florence alors qu'il tentait avec son épouse de rejoindre Trieste en train avec de faux papiers[2].
- 26-27 mars : première course automobile des Mille Miglia[3].
- 28 mars : constitution en France de la Concentrazione Antifascista Italiana initiative d'Alceste De Ambris et Luigi Campolonghi[4].

- 21 avril : promulgation par le Grand Conseil du fascisme de la Charte du travail (Carta del Lavoro) sur les rapports entre travailleurs et employeurs en Italie, publié le 30 avril dans la « Gazzetta Ufficiale » [5]. Elle est caractéristique de la politique économique fasciste, marquée par le corporatisme, vue comme une troisième voie entre le collectivisme marxiste d'une part et le libéralisme et le capitalisme d'autre part. La Charte institue une politique clairement libérale, l’État n’intervenant que " lorsque l'initiative privée est absente ou insuffisante, ou lorsqu'est en jeu l'intérêt politique de l'État ».  Pour régler les conflits est créé un Tribunal du travail (article 5). Mais les travailleurs ne choisissent pas leurs représentants, qui sont nommés par l'État.
- 26 mai : discours de l'Ascension. Lancement de la « Bataille des naissances » par Mussolini[6] : introduction de mesures pour encourager la natalité, avec l'objectif d'augmenter la population de 40 millions à 60 millions en 1950. Des prêts sont accordés aux couples mariés, avec une annulation partielle de la dette à l'arrivée de chaque nouvel enfant, et chaque homme marié ayant plus de six enfants est exempté d'impôts. Mussolini, qui a développé un culte de la personnalité, soutient que le peuple italien se doit à lui-même de faire le plus d'enfants possible. Contrairement aux autres grands projets de l’État fasciste (blé, autarcie...), les objectifs du plan (doubler le nombre de naissances) n'est pas atteint en dépit des nombreuses mesures d’incitation prises.
- 29 octobre : institution du calendrier de l'ère fasciste (circulaire du 25 décembre 1926), aux côtés du Calendrier grégorien[7]. Une sorte de culte de la personnalité du Duce se développe. Portraits, statues, peintures à son effigie le rendent omniprésent dans la vie italienne. Le changement de calendrier (qui débute désormais le 29 octobre 1922), l'organisation de rassemblements, de fêtes fascistes qui remplacent les anciennes fêtes de l'Italie unifiée, renforce ce culte du chef.

- 17 novembre : décret-loi créant Ente Italiano per le Audizioni Radiofoniche, qui remplace l'Unione radiofonica italiana, à l'origine de la Rai[8]. La radio devient monopole national.

- Fondation du « Gruppo Universitario Fascista », groupe des étudiants universitaires fascistes contrôlé par le PNF[9].
- Le cadre institutionnel de l'État fasciste est en place. Il apparaît dans de nombreux pays comme un exemple de réussite[10]. Le régime est une dictature personnelle accordée à Mussolini, appuyée par un parti unique et tout-puissant. Le roi a encore un pouvoir non négligeable (il peut révoquer le Premier ministre, maintenir son autorité sur la Cour des Comptes, la Cour de Cassation et le Conseil d'État, reste le chef de l'armée et choisit les sénateurs) mais il n'a pas la volonté de s'opposer au régime. La Chambre devient une chambre d'enregistrement.

## Culture
- Prix Bagutta : Giovanni Battista Angioletti, Il giorno del giudizio, (Ribet)

## Naissances en 1927
- 10 avril : Piero Tosi, costumier et décorateur. († 10 août 2019)
- 24 avril : Pasqualino De Santis, directeur de la photographie. († 23 juin 1996)
- 4 mai : Marella Caracciolo di Castagneto, collectionneuse d'art et mécène.  († 23 février 2019)
- 6 mai : Lianella Carell, actrice, scénariste, romancière et journaliste. († 19 décembre 2000)
- 19 mai : Ferdinando Baldi, réalisateur, connu notamment pour ses westerns spaghetti. († 12 novembre 2007)
- 7 juillet : Paolo Bonaiuti, homme politique. († 12 octobre 2019)
- 26 juillet : Lorenza Mazzetti, réalisatrice, peintre et écrivaine.  († 4 janvier 2020)
- 10 août : Vittorio Gregotti, architecte. († 15 mars 2020)
- 21 août : Danilo Barozzi, coureur cycliste († 25 mars 2020)
- 24 août : Guido Ceronetti, poète, penseur, journaliste, dramaturge et marionnettiste. († 13 septembre 2018)
- 19 septembre : Alfio Contini, directeur de la photographie. († 23 mars 2020)
- 29 novembre : Narciso Parigi, chanteur.  († 25 janvier 2020)
- 29 décembre : Giorgio Capitani, réalisateur. († 25 mars 2017)

## Décès en 1927
- 13 mars : Vincenzo Ragusa, sculpteur, ayant joué un rôle important dans le développement de la sculpture moderne japonaise. (° 8 juillet 1841)